# LGBT Danmark
LGBT Danmark – Landsforeningen for bøsser, lesbiske, biseksuelle og transpersoner (v překladu z dánštiny: LGBT Dánsko – Dánská národní organizace gayů, leseb, bisexuálů a translidí) je dánská LGBT lobbistická asociace. Byla založena v roce 1948 pod názvem Circle of 1948 (Kredsen af 1948). Svůj současný název získala v listopadu 2009. V předcházejících 24 letech se jmenovala Landsforeningen for Bøsser og Lesbiske, Forbundet af 1948, zkráceně LBL.

## Historie
Zakladatelem a prvním předsedou asociace byl Axel Lundahl Madsen, později Axel Axgil, který vykonával tuto funkci až do roku 1952. Inspirován Všeobecnou deklarací lidských práv v Paříži dne 10. prosince 1948 se spolu se svým partnerem Eigilem Eskildsenem (později Axgilem) a některými přáteli rozhodl založit asociaci pod názvem Kredsen af 1948, která od roku 1949 vystupovala pod názvem Forbundet af 1948, zkráceně F-48. Od roku 1951 vzrostl počet členů v F-48 na 1 339. V roce 2009 získala asociace nové jméno.
Zakladatelský pár taktéž začal s první publikací ilegální homoerotického časopisu Vennen (The Friend) v roce 1949, s čímž pak nadále pokračoval od roku 1959 až do roku 1970.

## Cíle
Většinu své existence lobbovalo LGBT Dánsko zejména za práva gayů a leseb. Nicméně od roku 2002 zahrnulo do svého programu i bisexuály a od roku 2008 taktéž translidi.
Cílem LGBT Dánska je zlepšovat životní úroveň gayů, leseb, bisexuálů a translidí na politické, sociální, kulturní a pracovní rovině. Asociace bojuje proti veškerým formám diskriminace, a proto také úzce spolupracuje s právními experty, kteří jí vypomáhají v prosazování manželské rovnosti, právního postavení LGBT rodičovství, přístupu leseb k asistované reprodukci a práv translidí.
Od ledna 1954 zahájila asociace publikaci magazínu Panbladet. Ta byla v prosinci 2007 dočasně pozastavena z důvodu finančních nesnází.
Dne 22. června 1983 založila LBL první kodaňskou gay rádiovou stanici Radio Rosa. Ta začala později pracovat nezávisle na asociaci a v roce 2010 ukončila svoji činnost.

## Vývoj ve vedení organizace
- 1948–1952: Axel Axgil
- 1952–1958: Holger Bramlev
- 1958–1970: Erik Jensen
- 1970–1978: Per Kleis Bønnelycke
- 1978–1986: Henning Jørgensen
- 1986–1989: Bruno Pedersen
- 1989–1994: Else Slange
- 1994: Susan Peters
- 1994: Søren Baatrup
- 1994–1998: Søren Laursen
- 1998–2002: Bent Hansen
- 2002–2005: Peter Andersen
- 2005–2007: Mikael Boe Larsen
- 2007: Patricia Duch
- 2007–2008: Maren Granlien
- 2008: Kristoffer Petterson
- 2008–2011: HC Seidelin
- 2011–2014: Vivi Jelstrup
- od roku 2014: Søren Laursen